# IC 243
IC 243 је спирална галаксија у сазвјежђу Кит која се налази на листи објеката дубоког неба у Индекс каталогу.
Деклинација објекта је - 6° 54' 6" а ректасцензија 2h 38m 32,1s. Привидна величина (магнитуда) објекта IC 243 износи 14,2 а фотографска магнитуда 15,1. IC 243 је још познат и под ознакама MCG -1-7-26, NPM1G -07.0104, PGC 10009.